# Maria Hein
Maria Hein Puig (Felanich, Baleares, 2 de octubre de 2003) es una cantante, compositora y productora española en lengua catalana.

## Biografía
Nacida en Felanich, Mallorca, en octubre de 2003, es hija de madre española y padre alemán. Empezó a tocar el piano con 4 años. Siguió su formación como pianista en el Liceu y posteriormente en el Taller de Músics de Barcelona. Además toca la guitarra, canta y compone sus propias canciones.
En verano de 2020 publicó su primera canción «Idò un café», gracias a la cual discográfica Hidden Track Records se fijó en ella y empezaron a trabajar juntos. Anteriormente, mientras cursaba bachillerato, formaba parte de un grupo que hacía covers de diferentes canciones con cuatro amigas suyas. Gracias a este grupo empezó a hacerse conocida en Mallorca y pudo iniciar su carrera musical.

## Trayectoria
Tras la publicación de su primer tema «Idò un café» como cantante independiente fichó por la discográfica Hidden Track Records. En 2021 publicó 3 sencillos «Els teus ulls davant la mar», «No te veig» y «Sa teva presència». En octubre de ese mismo año publicó su primer álbum «Continent i Contingut», su debut que construyó conjuntamente con Ferran Palau y que consta de 10 canciones en solitario. En septiembre de 2021 fue una de las artistas en actuar en las Fiestas de La Mercè de Barcelona.
En noviembre de 2022 recibió el Premio a 'Mejor disco de canción de autor por votación popular' en los Premios Enderrock de la música Balear.
En febrero de 2023 publicó «CLUB», su colaboración con la cantante barcelonesa Julieta y producido por Jaume Forteza (Plan-ET). En abril de ese mismo año, la artista publicó una versión modernizada y experimental de la canción tradicional La dama de Mallorca, producida de nuevo por el cantante y productor Ferran Palau. En octubre de 2023, Hein ganó el premio a 'Mejor artista por votación popular' en los Premios Enderrock de la Música Balear.
Posteriormente, publicó dos singles: «Fets de Fil y Fiu Fiuuu», que incluyó en su segundo álbum. La cantante balear colaboró con Mushkaa en «Temps», un tema experimental y nostálgico con sonidos electrónicos. Más tarde, estas canciones fueron incluidas en su segundo álbum, «Tot allò que no sap ningú», que lanzó a finales de septiembre de 2023, producido por Ferran Palau, SR. Chen y ella misma. Presentó su segundo álbum al público en el Festival Mercat de Música Viva de Vic. En noviembre arrancó con la gira Papallones Tour con un concierto en la Casa Seat de Barcelona.
En diciembre de 2023 participó en el disco «Nadal Mix 2023», un recopilatorio con canciones navideñas en el que participan una treintena de artistas del panorama musical urbano catalán.
El 23 de febrero de 2024 lanzó su single «Hana», que mezcla sonidos orientales, electrónica y pop melódico. Es el primer lanzamiento junto con el sello discográfico Primavera Labels y con Pau Aymí como productor. En febrero de 2024 llenó La 2 de Apolo en Barcelona en un concierto que contó con la participación de Julieta, Mushkaa, Socunbohemio, Ariox y Plan-ET.

## Estilo
Maria Hein contempla diferentes estilos, desde la música folclórica tradicional pasando por el pop hasta canciones con toques de electrónica. Su primer disco tenía sonoridades acústicas y de folk, con influencia de cantantes como Silvia Pérez Cruz, María del Mar Bonet o Joan Miquel Oliver. En cambio, su segundo álbum cuenta con estilos más diferenciados como el dancehall, hyperpop o R&B, con influencias de música inglesa y del K-pop.
En sus temas también habla de diversas temáticas; canciones de amor y desamor, temáticas más distendidas y de fiesta, hasta canciones tradicionales, como su versión actualizada de La dama de Mallorca.

## Discografía

#### Álbumes
| 2021: Continent i Contingut |
| --- |
| 1. "Un tassó que vessa" 2. "Sa teva presència" 3. "Aquell mes de Març" 4. "Setze voltes" 5. "Continent i contingut" 6. "Estrès acumulat" 7. "Llums de sa ciutat" 8. "Mein vater" 9. "Es teus ulls davant la mar" 10. "Omplint un buit" |

- | 2023: Tot allò que no sap ningú                                                                                                                                                                                                                                                                              |
| --- |
| 1. "Es perfil d'es teu cos" 2. "Mercuri i Mart" 3. "Fiu Fiuuu" 4. "Sa pell me torna blanca" 5. "Renou" 6. "Solitud" 7. "Temps (colaboración con Mushkaa)" 8. "Cansada de tu (colaboración con Rita Payés)" 9. "Mamà" 10. "Oblidar" 11. "Sirenes" 12. "Tantes coses a dir-te (colaboración con Socunbohemio)" |

## Premios
- Finalista en el Premi Cerverí 2022 a la mejor letra en catalán.[25]
- Premi Enderrock de la Música Balear 2022 por votación popular al mejor disco de canción de autor (Continent i contingut).
- Premi Enderrock de la Música Balear a mejor artista 2023.